# 北条盛房
北条 盛房（ほうじょう もりふさ）は鎌倉時代後期の武将、北条氏一門。佐介流北条政氏の子。佐介盛房とも。

## 生涯
盛房の家系である佐介流北条氏は、北条時房の直系でありながら、傍流の大仏流の隆盛と、佐介流北条時国、北条時光らの凋落により大仏流の後塵を拝していたが、盛房の活躍によって地位を恢復した。
それでも佐介流の没落は盛房の出世の重石となったようで、要職に就き、幕府の中枢で活躍するのは40代を過ぎてからであった。弘安5年（1282年）に右近将監に叙任。弘安9年（1286年）、41歳で引付衆に選定され、翌年には評定衆にも名を連ねる。弘安11年（1288年）2月に六波羅探題南方に就任した。なお六波羅探題南方就任と間を置かずして左近将監に、同年8月には丹波守に叙任されている。
六波羅探題南方の職は永仁5年（1297年）まで務め、同年5月16日に辞任した後は関東に下向し、7月8日に数え年56で没した。和歌にも堪能であり、『新後撰和歌集』に歌が収録されている。奈良の額安寺に墓塔が建立されている。